# 飞马座
飞马座（別名天馬座）的大四边形是秋季星空中北天区中最耀眼的星象，整个这片天区远离银河系的银盘。所以布满了明暗各异的星系。这里有一个梅西耶天体，即球状星团M15。

## 神话和历史
在希腊神话中，飞马珀伽索斯是海神波賽頓與戈耳工三姊妹之一的美杜莎之子，美杜莎被珀尔修斯給斬杀後，珀伽索斯从美杜莎流出來出的血中跳出來時一度被珀尔修斯給駕御著，後來珀伽索斯立刻飞到天上降落到赫利孔山上创造灵泉，这座泉水後来成诗人的灵感之源。
女神雅典娜後来用黃金韁繩赠给前往討伐奇美拉的英雄柏勒洛丰讓他驯服珀伽索斯，後來柏勒洛丰靠著珀伽索斯成功擊倒奇美拉，有一次柏勒洛丰因為企圖登上奧林帕斯諸神居住的奧林帕斯山山脈打算成為神時激怒天神宙斯，祂派遣一頭牛蠅去叮咬珀伽索斯令柏勒洛丰摔落至地面，後來珀伽索斯到达天界成為交給宙斯的武器雷霆之劍的御使成为天馬座星座。

## 有趣的星
- 室宿二（飞马座β）：这是一颗不规则变星，星等变化在+2.2到+2.75间

## 深空天体
- M15：这是球状星团家族中一颗细致，明亮的代表，值得注意的是它那非常紧密的核。即使使用最小的望远镜也可以看见它，用8英寸（20厘米）的望远镜可以看清它的外围区域内的数百颗明亮的恒星。它的星等是+6.4，直径是6.8弧分。
- NGC 7331：这个漩涡星系看起来好像是仙女座M31的一个遥远的兄弟，它的星等是+9.5，使用8厘米的望远镜可以隐约看见，而使用8英寸的望远镜可以看得更为有趣。
- NGC 7479：这是哈勃棒旋星系中SBb型的代表，尽管使用小型仪器不太容易看见它。用20厘米的望远镜才能看清，它是一个直棒，中间有一个明亮的核。
- NGC 7814：这是一个边缘对着地球的相当明亮的Sa型或Sb型旋臂星系，20厘米的望远镜可以看的很清楚，它的星等是+11.4。
- 斯蒂芬五重奏星系：这是星群以它19世纪的发现者法国天文学家埃杜瓦·斯蒂芬的名字命名的，斯蒂芬五重奏星系是一个紧密的星系群中的五个显著的成员，这个星系群还有六个较暗的成员（NGC 7320C）。这些星系都是+14等或更暗的星系，使用20厘米望远镜可以看见一两戈较明亮的成员。
- 飛馬座IK

## 中国星官
中国古代传统中飛馬座天区包括虛宿的司祿、危宿的危、人、杵、臼、室宿的室、離宮、雷電、土公吏和壁宿的壁等星官。
- 司祿(虛2)：飛馬座11（司祿一）、寶瓶座25（司祿二）。

- 危(危3)：寶瓶座α（危宿一）、飛馬座θ（危宿二）、飛馬座ε（危宿三）。

- 人(危4)：飛馬座2（人一）、飛馬座1（人二）、飛馬座12（人三）、飛馬座9（人四）。

- 杵(危3)：蝎虎座1（杵一）、飛馬座π2（杵二）、飛馬座23（杵三）。

- 臼(危4)：天鵝座μ（臼一）、飛馬座κ（臼二）、飛馬座ι（臼三）、飛馬座32（臼四）。

- 室(室2)：飛馬座α（室宿一）、寶瓶座β（室宿二）。

- 離宮(室6)：飛馬座λ（離宮一）、飛馬座κ（離宮二）、飛馬座ο（離宮三）、飛馬座η（離宮四）、飛馬座τ（離宮五）、飛馬座υ（離宮六）。

- 雷電(室6)：飛馬座ζ（雷電一）、飛馬座ξ（雷電二）、飛馬座σ（雷電三）、飛馬座55（雷電四）、飛馬座60（雷電五）、飛馬座70（雷電六）。

- 土公吏(室2)：飛馬座31（土公吏一）、飛馬座36（土公吏二）。

- 壁(壁2)：飛馬座γ（壁宿一）、仙女座α（壁宿二）。

## 另見
- 飞马座恒星列表

## 備註
1. ↑  源自日本漫畫《聖鬥士星矢》角色「天馬座 星矢」。